# Robert Maes
Robert Maes (Gent, 27 februari 1903 – Sint-Truiden, 6 mei 1971) was een Vlaamse acteur die allerlei rollen vertolkte, zowel voor het theater als voor de televisie.

## Televisie en theater
Op televisie (BRT – 1963) speelde hij de hoofdrol in Het Gezin van Paemel, naar een werk van Cyriel Buysse. Andere rollen speelde hij in de jeugdreeksen Johan en de Alverman, Zanzibar, Kapitein Zeppos en de reeks Beschuldigde, sta op — allemaal producties van de huidige VRT.
Robert Maes was ook beroepsacteur bij theatergezelschappen in Gent, Antwerpen en Brussel. Alhoewel Gentenaar van origine, ging hij op het einde van zijn leven wonen in Schakkebroek, waar hij ook ligt begraven.

## Films
- De jongste Dag (televisiefilm), 1970 – Onderzoeksrechter
- In de voetsporen van Cyriel Buysse (televisiefilm), 1970
- De week van de kapteins (televisiefilm), 1969 – Alexander
- Addio Venezia (televisiefilm), 1969 –  Maréchal
- Gaspar Varro wil gerechtigheid (televisiefilm) , 1969 – Gaspar Varro
- Eerlijk en ongelogen (televisiefilm, 1967
- Een zomeravond (televisiefilm), 1967
- De regenmaker (televisiefilm), 1966
- Een absoluut geheim (televisiefilm), 1965
- Ispahan (televisiefilm), 1965
- De notabelen van Kraaienest, (televisiefilm), 1964
- Noah, 1964
- Boudewijn is niet dood (televisiefilm), 1964 – Graaf Boudwijn IX
- Het gezin van Paemel, (televisiefilm), 1963 – Van Paemel
- De boomgaard (televisiefilm), 1963
- De deur (televisiefilm), 1962
- De sluipschutter (televisiefilm), 1962
- De wrok van Achilleus (televisiefilm), 1962
- De beklaagde (televisiefilm), 1961
- Een eiland in het noorden (televisiefilm), 1961
- Bietje (televisiefilm), 1961
- De zaak M.P., 1960 – Marcel
- De wonderdokter, 1936 – Steven Martens